# PKS 1302-102
PKS 1302-102 è un quasar osservato nella costellazione della Vergine, situato a circa 3,5 miliardi di anni luce, ossia circa 1,1 Gpc, dalla Terra. Il quasar, avente una magnitudine apparente pari a 14,9 mag nella banda V, è ospitato da una brillante galassia ellittica avente altre due galassie più piccole vicino a sé a una distanza di 3.000 e 6.000 parsec.
La curva di luce per PKS 1302-102 ha un andamento sinusoidale con un'ampiezza di 0,14 mag e un periodo di 1.884 ± 88 giorni, il che suggerisce che esso sia un buco nero binario supermassiccio.

## Possibile natura di buco nero binario
PKS 1302-102, catalogato nel Parkes Catalogue of Radio Sources, è stato selezionato dal progetto di rilevazione chiamato Catalina Real-Time Transient Survey come uno dei 20 quasar con variazioni periodiche evidenti nella curva di luce. Di questi ultimi, in base all'andamento sinusoidale della sopraccitata curva di luce e ad altri criteri, come ad esempio il fatto di poter avere una ragionevole certezza delle misure effettuate dato che si è in possesso di un numero di dati che coprono più di 1,5 cicli nel periodo misurato, PKS 1302-102 sembra essere il più probabile candidato ad avere una natura di buco nero binario. Un'interpretazione plausibile del suddetto evidente aspetto periodico è infatti la possibilità che PKS 1302-102 sia un sistema di due buchi neri supermassicci orbitanti l'uno attorno all'altro, protagonisti quindi dell'ultima fase di un processo di fusione tra galassie avvenuto circa 3,5 miliardi di anni fa. Secondo le stime, la massa totale dei due buchi neri sarebbe di circa 100 milioni di masse solari e i due corpi sarebbero separati da una distanza di circa 0,1 parsec. Se tale ipotesi venisse confermata, lo studio di PKS 1302-102 si rivelerebbe importantissimo per molte aree di ricerca, inclusi lo studio delle onde gravitazionali generate da un sistema di questo tipo e del problema dell'ultimo parsec.
Altre spiegazioni meno probabili della periodicità sinusoidale osservata includono la presenza di un punto caldo nella parte più interna del disco di accrescimento di un buco nero e la possibilità di essere in presenza di un disco di accrescimento deformato che si eclissa parzialmente nel suo orbitare attorno a un singolo buco nero supermassiccio. Tuttavia, resta comunque possibile che il comportamento periodico di PKS 1302-102 sia in effetti solamente un evento casuale nella curva di luce di un quasar ordinario, poiché variazioni quasi periodiche spurie possono in effetti comparire nel caso di osservazioni effettuate per periodi di tempo limitati come parte della variabilità stocastica di un quasar.
Ulteriori osservazioni di questo quasar potrebbero quindi rivelare una vera periodicità o escludere del tutto la natura di buco nero binario di PKS 1302-102, in special modo se la curva di luce misurata si discosterà in maniera casuale dal modello sinusoidale.